# Agalma (revue)
Ágalma. Rivista di studi culturali e di estetica est une revue consacrée aux cultural studies, à l’esthétique et à la philosophie. Elle a été fondée en 2000 par le philosophe Mario Perniola. Le mot grec Ágalma signifie ornement, don, image et renvoie à la valeur économique, à l’esthétique et au pouvoir symbolique. 
La première partie de la revue est monographique, contenant des conférences internationales organisées par le Centre « Linguaggio e Pensiero » (CELP) de l’université des études de Rome « Tor Vergata » et par d’autres institutions culturelles. Les autres sections comportent : discussions, recensions, interviews concernant la réflexion philosophique occidentale et non-occidentale.

## Collaborateurs
- Jean Baudrillard
- Sergio Benvenuto
- Bernardo Bertolucci
- Luc Boltanski
- Christine Buci-Glucksmann
- Peter Burke
- Gian Carlo Calza
- Iain Chambers
- Pierre Dalla Vigna
- Milo De Angelis
- Massimo Donà
- Gillo Dorfles
- Franco Ferrarotti
- Giulio Ferroni
- Jean Galard
- Sergio Givone
- Boris Groys
- Nathalie Heinich
- Henri-Pierre Jeudy
- Joseph Kosuth
- Bruno Latour
- Jorge Lozano
- Sarah  F. Maclaren
- Michel Maffesoli
- William Marx
- Atsushi Okada
- Pier Paolo Poggio
- Massimo Recalcati
- Richard Shusterman
- Hugh J. Silverman
- Jean-Marie Straub
- Ariano Suassuna
- Andrea Tagliapietra

## Rédaction
- Direction : Luigi Antonio Manfreda, Ivelise Perniola
- Rédacteur en chef : Angì Perniola, Caterina Di Rienzo
- Comité de rédaction : Enea Bianchi, Anna Camaiti Hostert, Giuliano Compagno, Pierre Dalla Vigna, Andrea De Santis, Milosh Fascetti, Aldo Marroni, Matteo Monaco, Pierluigi pietricola, Fabrizio Scrivano, Isabella Vincentini
- Comité scientifique international : 
  - Paolo Bartoloni (Galway)
  - Giovanna Borradori (New York)
  - Carlos Couto de Sequeira Costa (Lisbonne)
  - Paolo Fabbri (Venise)
  - Annateresa Fabris (São Paolo)
  - Shuhei Hosokawa (Kyoto)
  - Carsten Juhl (Copenhague)
  - Jorge Lonzano (Madrid)
  - Robert Lumley (Londres)
  - Annie Reniers Philippot (Bruxelles)
  - Massimo Verdicchio (Edmonton)
- Correspondants : 
  - Vania Baldi (Lisbonne)
  - René Capovin (Salon-de-Provence)
  - Maria Teresa Ricci (Tours)
  - Pedro Sargento (Wien)
  - Roberto Terrosi (Sendai)